# Mountainside
Mountainside és una població dels Estats Units a l'estat de Nova Jersey. Segons el cens del 2006 tenia 6.644 habitants.

## Demografia
Segons el cens del 2000, Mountainside tenia 6.602 habitants, 2.434 habitatges, i 1.925 famílies. La densitat de població era de 634,1 habitants/km².
Dels 2.434 habitatges en un 29,3% hi vivien nens de menys de 18 anys, en un 71,9% hi vivien parelles casades, en un 5,3% dones solteres, i en un 20,9% no eren unitats familiars. En el 17,9% dels habitatges hi vivien persones soles l'11,9% de les quals corresponia a persones de 65 anys o més que vivien soles. El nombre mitjà de persones vivint en cada habitatge era de 2,6 i el nombre mitjà de persones que vivien en cada família era de 2,95.
Per edats la població es repartia de la següent manera: un 21,1% tenia menys de 18 anys, un 3,8% entre 18 i 24, un 22,9% entre 25 i 44, un 27,3% de 45 a 60 i un 24,9% 65 anys o més.
L'edat mediana era de 46 anys. Per cada 100 dones de 18 o més anys hi havia 87,1 homes.
La renda mediana per habitatge era de 97.195 $ i la renda mediana per família de 105.773 $. Els homes tenien una renda mediana de 78.595 $ mentre que les dones 52.667 $. La renda per capita de la població era de 47.474 $. Aproximadament el 2% de les famílies i el 3% de la població estaven per davall del llindar de pobresa.

## Poblacions més properes
El següent diagrama mostra les poblacions més properes.